# Program GLOBE

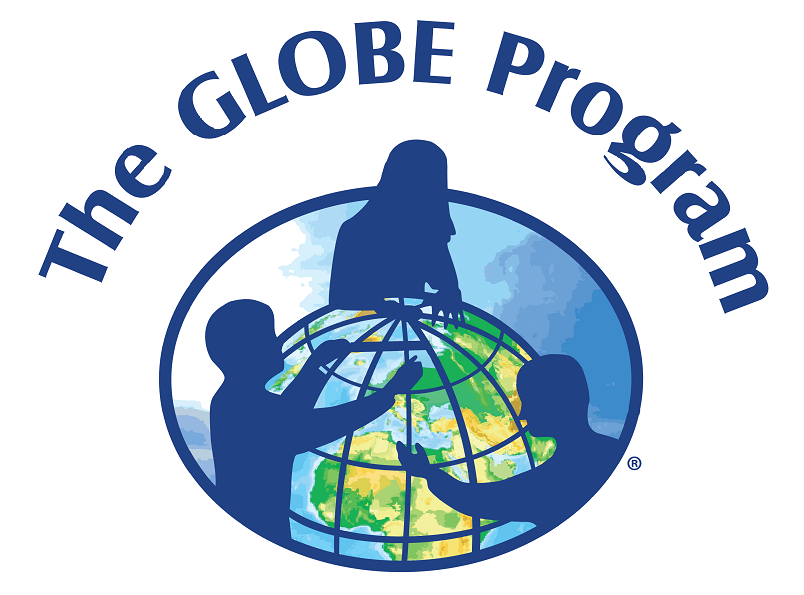
Logo programu GLOBE

Program GLOBE – światowy program (działający także w Polsce), popularyzujący badania środowiska wśród uczniów szkół średnich i podstawowych. Program działa w ponad stu krajach. GLOBE oznacza Global Learning and Observations to Benefit the Environment, czyli „Światowy program obserwacyjny i edukacyjny badania środowiska”.
Obecnie program jest prowadzony przez amerykańskie Stowarzyszenie Badań Atmosfery w Boulder, Kolorado (University Corporation for Atmospheric Research UCAR) i jest sponsorowany przez National Oceanic and Atmospheric Administration, NASA i Narodową Fundację na rzecz Nauki.

## Historia programu
- 22 kwietnia 1994 – w trakcie obchodów Dnia Ziemi wiceprezydent USA Al Gore ogłosił decyzję o utworzeniu Programu GLOBE
- 1995 – Program GLOBE rozpoczyna działalność
- 22 kwietnia 1997 – Program GLOBE rozpoczyna swoją działalność w Polsce, na mocy umowy zawartej pomiędzy Ministerstwem Edukacji Narodowej Rzeczypospolitej Polskiej a NOAA
- 2003 – NASA powierzyła misję prowadzenia programu GLOBE stowarzyszeniu UCAR
- 2005 – GLOBE ma 10 lat
- 2006 – wystartował GLOBE at Night – program dla uczniów szkół na całym świecie. Program polega na pomiarach jasności w trakcie obserwacji nocnego nieba, w celu zwrócenia uwagi społeczeństwa na problem zanieczyszczenia świetlnego. W pierwszej edycji w 2006 roku uczestniczyło 18 000 osób z 96 państw. Program jest powtarzany co roku.

## Czym zajmuje się program GLOBE?
Program GLOBE ma za zadanie:
- poprawić zrozumienie problemów środowiska wśród uczniów szkół średnich i podstawowych,
- powiększyć liczbę pomiarów badawczych dotyczących badań środowiska, m.in. pomiarów atmosferycznych i oceanograficznych.

GLOBE umożliwia uczniom:
- nauczenia się prowadzenia pomiarów atmosferycznych, hydrologicznych, fenologicznych (lasy) i gleby
- prowadzenie dziennika naukowego i wymiany danych przez Internet z innymi grupami GLOBE
- nabycie umiejętności robienia notatek naukowych (map, wykresów) m.in. za pomocą interakcyjnych narzędzi na sieci
- współpracę z naukowcami i innymi studentami

## Szkoły
W programie GLOBE uczestniczy ponad 24 000 szkół ze 112 krajów. Uczniowie uczestniczą w pomiarach i wysyłają wyniki przez sieć, dzięki temu tworzą światową sieć pomiarów dotyczących otoczenia. Ośrodek GLOBE przetwarza te dane i umieszcza je na sieci. Pomiary dotyczą czterech dziedzin: (a) atmosfera i klimat, (b) hydrologia, (c) pokrycie terenu, (d) gleba. Pomiary pomagają uczniom we współpracy z naukowcami w zrozumieniu otaczającego nas środowiska.

## Strona naukowa
Naukowcy pracują nad programami programu GLOBE i starają się wykorzystywać dane do celów naukowych. Np. naukowcy z programów satelitarnych CALIPSO i CloudSat z NASA uczestniczą w tym programie.

## Fakty
- Logo programu GLOBE przedstawia trzech studentów wykonujących pomiary
- Od roku 1995 ponad 1,5 miliona studentów i 58 000 nauczycieli ze szkół średnich i podstawowych ze 112 krajów uczestniczyło w programie GLOBE

## Program GLOBE w Polsce
Historia w Polsce
- 17 lipca 1997 roku Ministerstwo Edukacji Narodowej Rzeczypospolitej Polskiej  powierzyło koordynację Programu w Polsce Centrum Informacji o Środowisku UNEP/GRID-Warszawa
- 1997 Spotkanie warsztatowe dla 11 szkół pilotażowych
- 1998 Udział koordynatora krajowego w Międzynarodowym szkoleniu GLOBE – Samos, Grecja
- 1999 I Warsztaty szkoleniowe Programu GLOBE w Miedzeszynie
- 1999 Powołanie Rady Naukowej Programu GLOBE w Polsce
- 1999 I Polskie GLOBE GAMES w Pińczowie
- 2000 I Konferencja Dyrektorów Szkół Programu GLOBE w Warszawie
- 2001 Międzynarodowe Warsztaty Programu GLOBE w Polsce – z udziałem naukowców amerykańskich w Serocku

### Członkowie Polskiej Rady Naukowej Programu GLOBE
- Krzysztof Markowicz, Zakład Fizyki Atmosfery, Instytutu Geofizyki Wydziału fizyki Uniwersytetu Warszawskiego
- Jarosław Napiórkowski, Instytut Geofizyki Polskiej Akademii Nauk
- Wojciech Kwasowski, Szkoła  Główna Gospodarstwa Wiejskiego, Wydział Rolnictwa i Biologii, Katedra  Nauk o Środowisku Glebowym
- Maria Andrzejewska, Centrum UNEP/GRID-Warszawa
- Anna Namura-Ochalska, Instytut Botaniki, Zakład Ekologii Roślin i Ochrony Środowiska Uniwersytetu Warszawskiego
- Magdalena Machinko-Nagrabecka oraz Elżbieta Wołoszyńska-Wiśniewska, Centrum UNEP/GRID-Warszawa

### Koordynatorzy Programu GLOBE w Polsce
- Teresa Gałczyńska i Olgierd Puchalski, Centrum UNEP/GRID-Warszawa – 1997–1998
- Magdalena Machinko-Nagrabecka, Centrum UNEP/GRID-Warszawa – 1998–2015
- Elżbieta Wołoszyńska-Wiśniewska, Centrum UNEP/GRID-Warszawa – od 2015